# Sabre
Hệ thống phân phố toàn cầu Sabre (GDS), được sở hữu bởi Sabre Holdings, được sử dụng hơn 55,000 chi nhánh du lịch toàn cầu với 400 đường bay, 88,0000 khách sạn, 24 thương hiệu xe cho thuê và 13 tuyến tàu biển.
Sabre GDS cho phép các công ty như American Airlines, American Express, BCD Travel, Carlson Wagonlit Travel, Hogg Robinson Group (HRG), Expedia, Frontier, LastMinute, JetBlue, GetThere và Travelocity tìm kiếm, đặt giá, đặt chỗ và các dịch vụ vé du lịch cung cấp bởi đường bay, khách sạn, thuê xe hơi, đường ray xe lửa và các chuyến du lịch lữ hành.

## Nghiên cứu thêm
- Robert V. Head, Real-Time Business Systems, Holt, Rinehart and Winston, New York, 1964. "This book embodies many of the lessons learned about new technology application management while working on the ERMA and Sabre systems".
- D.G. Copeland, R.O. Mason, and J.L. McKenney, "Sabre: The Development of Information-Based Competence and Execution of Information-Based Competition," IEEE Annals of the History of Computing, vol. 17, no. 3, Fall 1995, pp. 30–57.
- R.D. Norby, "The American Airlines Sabre System," in James D. Gallagher, Management Information Systems and the Computer, Am. Management Assoc. Research Study, 1961, pp. 150–176.
- IBM General Information Manual, 9090 Airlines Reservation System, 1961.